# VW Lamando
Der VW Lamando ist ein als viertüriges Coupé vertriebenes Fahrzeug der Marke Volkswagen. Das Modell entstand auf Basis des Golf VII und baut wie dieser auf dem modularen Querbaukasten auf. Es wurde zwischen 2014 und 2022 in China für den chinesischen Markt gebaut.

## Geschichte
Der Lamando wurde erstmals als Studie New Midsize Sedan auf der Auto China gezeigt: Sie war im Rotfarbton Dragon Red lackiert, die Länge betrug knapp 4,60 Meter, sie stand auf 20 Zoll großen Leichtmetallrädern mit Niederquerschnittsreifen; ihr Luftwiderstandsbeiwert (cw) betrug 0,299, ihr Kofferraum fasste 500 Liter. Der Innenraum war mit Leder ausgestattet. Angetrieben wurde sie von einem turbogeladenen Vierzylinder-Ottomotor mit 162 kW (220 PS). Die Serienversion präsentierte Volkswagen auf der Chengdu Auto Show 2014.
Die sportliche GTS-Variante, die einen Motor mit der Leistung der Studie hat, zeigte Volkswagen auf der Auto China 2016, sie kam im Sommer 2016 in China in den Handel. Auf der Chengdu Auto Show im September 2018 wurde eine überarbeitete Variante des Lamando präsentiert.
Nach der Vorstellung des 17 cm längeren Lamando L im Januar 2022 wurde der Lamando für kurze Zeit noch weiter gebaut.

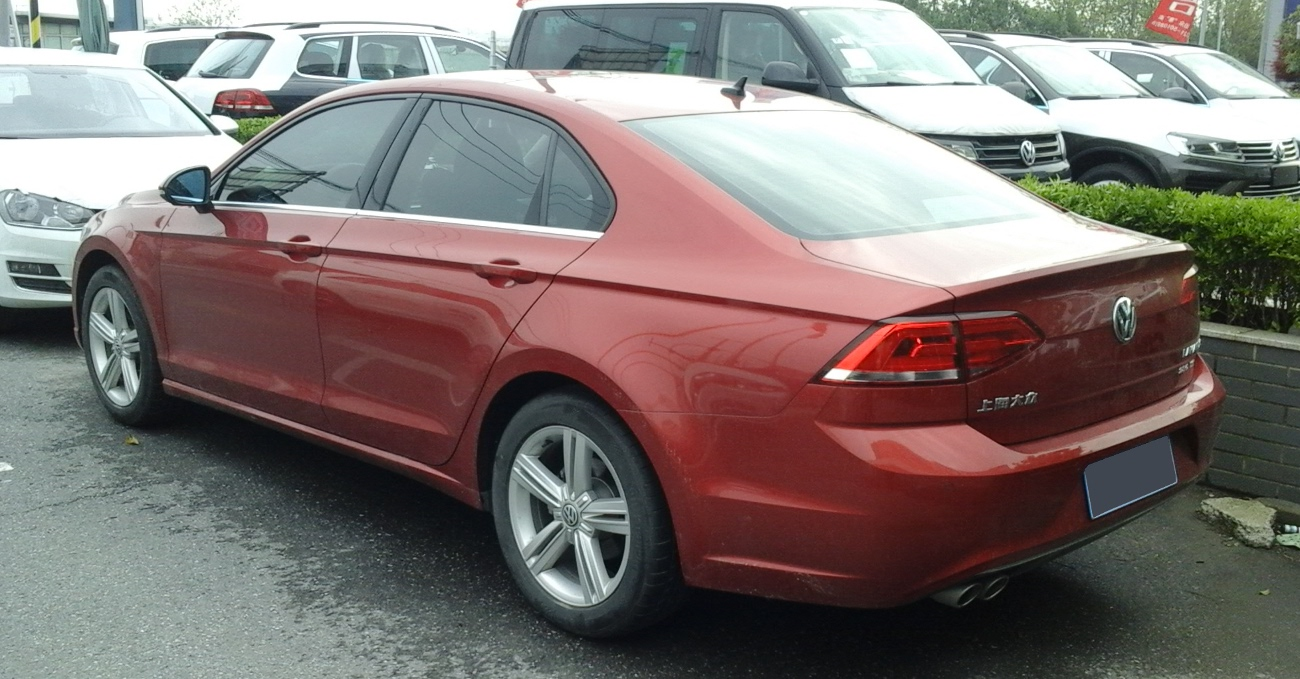
Heckansicht
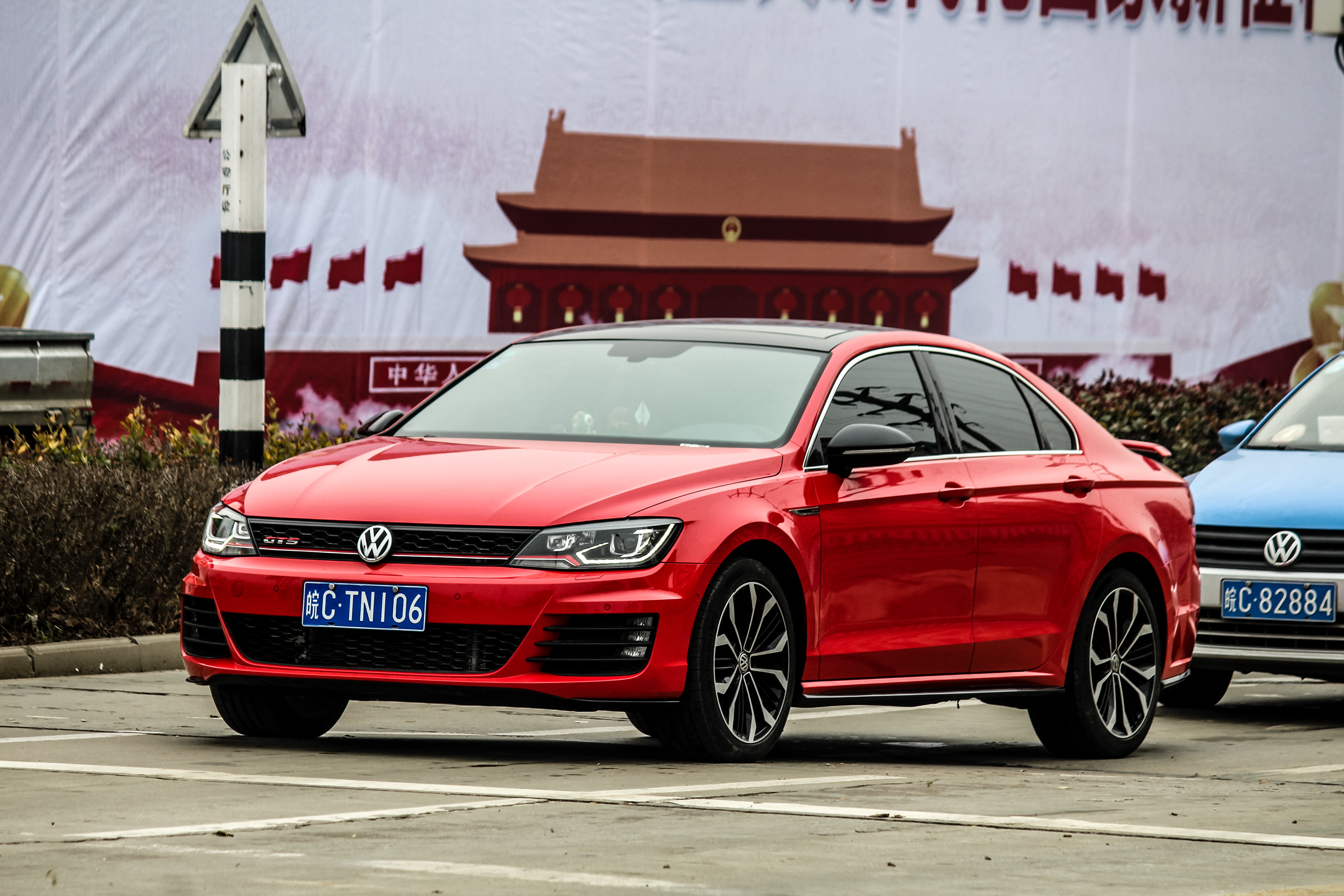
VW Lamando GTS (2016–2018)
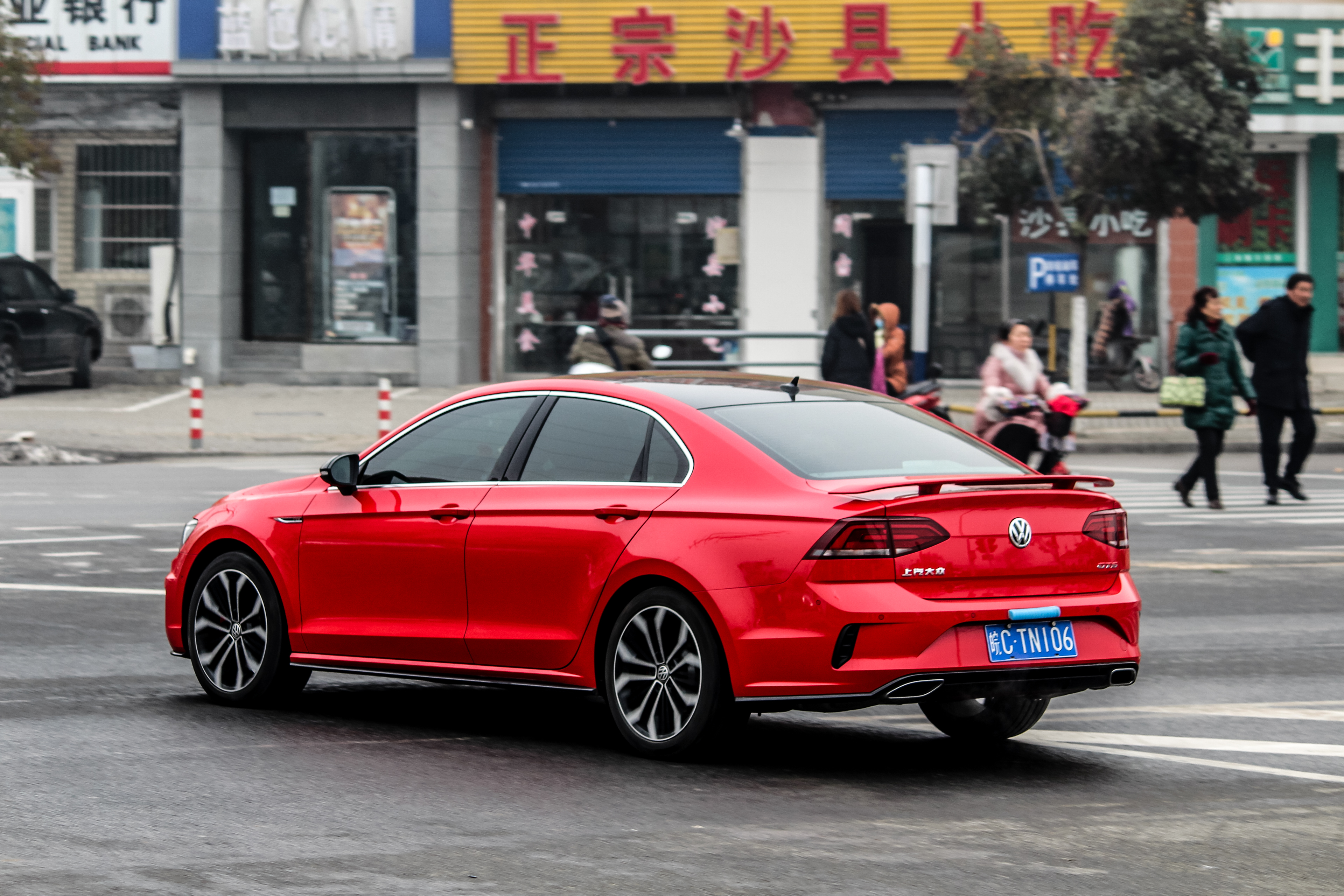
Heckansicht
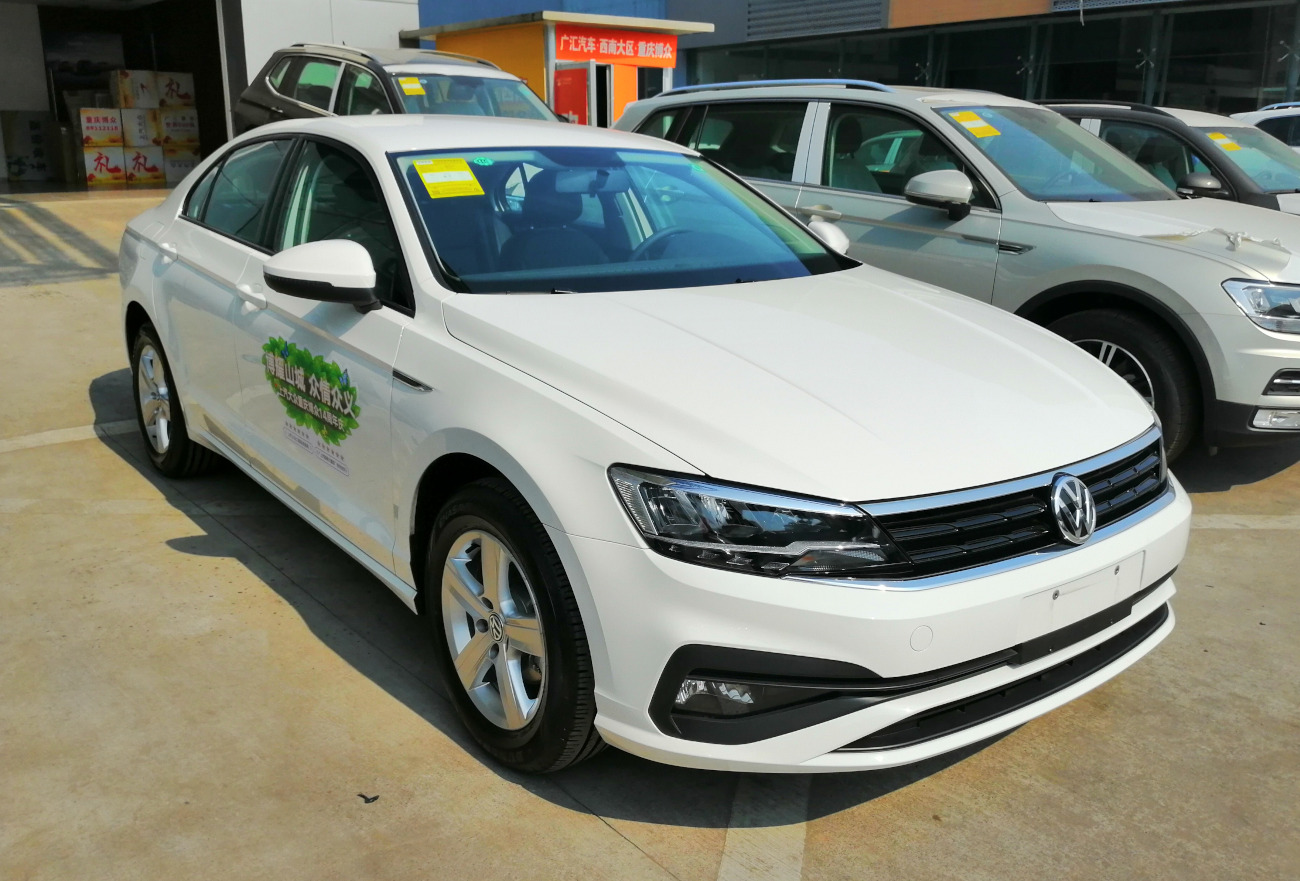
VW Lamando (seit 2018)

## Technische Daten
Zum Marktstart standen zwei Ottomotoren für den Lamando zur Verfügung: Ein 1,4-Liter-TSI-Ottomotor mit einer Leistung von 96 kW (131 PS) oder 110 kW (150 PS) oder ein 1,8-Liter-TSI-Ottomotor mit einer Leistung von 132 kW (179 PS). Die sportliche GTS-Variante mit einem 2,0-Liter-TSI-Ottomotor und einer Leistung von 162 kW (220 PS) folgte im Sommer 2016.
|                            | 1.4 TSI                            | 1.4 TSI                            | 1.8 TSI                            | 2.0 TSI GTS                        |
| Bauzeitraum                | 11/2014–2022                       | 11/2014–2022                       | 11/2014–08/2018                    | 08/2016–11/2017                    |
| Motorkenndaten             |                                    |                                    |                                    |                                    |
| Motortyp                   | R4-Ottomotor                       | R4-Ottomotor                       | R4-Ottomotor                       | R4-Ottomotor                       |
| Hubraum                    | 1395 cm³                           | 1395 cm³                           | 1798 cm³                           | 1984 cm³                           |
| max. Leistung bei min−1    | 96 kW (131 PS) bei 5000            | 110 kW (150 PS) bei 5000           | 132 kW (179 PS) bei 4300–6250      | 162 kW (220 PS) bei 4500–6200      |
| max. Drehmoment bei min−1  | 225 Nm bei 1400–3500               | 250 Nm bei 1750–3000               | 300 Nm bei 1450–4100               | 350 Nm bei 1500–4400               |
| Kraftübertragung           |                                    |                                    |                                    |                                    |
| Antrieb, serienmäßig       | Vorderradantrieb                   | Vorderradantrieb                   | Vorderradantrieb                   | Vorderradantrieb                   |
| Getriebe, serienmäßig      | Fünfgang-Schaltgetriebe            | Fünfgang-Schaltgetriebe            | Siebengang-Doppelkupplungsgetriebe | Siebengang-Doppelkupplungsgetriebe |
| Getriebe, wahlweise        | Siebengang-Doppelkupplungsgetriebe | Siebengang-Doppelkupplungsgetriebe | —                                  | —                                  |
| Messwerte                  |                                    |                                    |                                    |                                    |
| Höchstgeschwindigkeit      | 200–206 km/h                       | 200–215 km/h                       | 225 km/h                           | 240 km/h                           |
| Beschleunigung, 0–100 km/h | 9,1 s                              | 8,5 s                              | 7,9 s                              | 6,9 s                              |
| Leergewicht                | 1300 kg (1325 kg)                  | 1340 kg (1365 kg)                  | 1440–1445 kg                       | 1475 kg                            |
| Tankinhalt                 | 50 l                               | 50 l                               | 50 l                               | 50 l                               |

In Klammern Gewicht der Ausführung mit Doppelkupplungsgetriebe